# 哈维尔·加西亚 (水球运动员)
哈维尔·加西亚（西班牙語：Xavier García，1984年1月5日—），西班牙、克罗地亚男子水球运动员。他曾代表西班牙、克罗地亚参加2004年、2008年、2012年、2016年和2020年夏季奥林匹克运动会水球比赛，获得一枚银牌。